# Tetjana Lasarewa
Tetjana Wiktoriwna Lasarewa (ukrainisch Тетяна Вікторівна Лазарева; englische Transkription: Tetyana Viktorovna Lazareva; * 4. Juli 1981 in Dserschynsk, Oblast Donezk, Ukrainische SSR, Sowjetunion) ist eine ukrainische Ringerin. Sie wurde 2001 und 2002 Europameisterin sowie 2000 und 2008 Vize-Weltmeisterin, jeweils in der Gewichtsklasse bis 55 kg Körpergewicht.

## Werdegang
Tetjana Lasarewa begann als Jugendliche mit dem Ringen. Sie gehört dem Sportclub Dinamo Donezk an und wurde bzw. wird von Igor Gomanilow und Grigori Schepeljew, ihrem Ehemann, trainiert.  Neben dem Ringen erlernte sie den Beruf einer Physiotherapeutin. Während ihrer Karriere legte sie nach 2004 und 2008 wegen einer Mutterschaft jeweils eine längere Pause ein, kam danach aber wieder erfolgreich auf die Ringermatte zurück.
Die internationale Karriere von Tetjana Lasarewa begann im Jahre 1997, als sie im Alter von 16 Jahren an der Europameisterschaft und an der Weltmeisterschaft der Damen teilnahm. Sie belegte dabei bei der Europameisterschaft in Warschau in der Gewichtsklasse bis 56 kg den 6. Platz und bei der Weltmeisterschaft in Clermont-Ferrand in derselben Gewichtsklasse den 8. Platz. Im gleichen Jahr gewann sie ihre erste Medaille bei einer internationalen Meisterschaft. Sie wurde in Hradec Králové/Tschechien Dritte bei der Junioren-Europameisterschaft in der Gewichtsklasse bis 54 kg hinter Anne Catherine Deluntsch, Frankreich und Yvonne Englich-Hees, Deutschland, die damals noch Yvonne Hees hieß.
Von 1997 bis 2013 nahm Tetjana Lasarewa bisher an 28 internationalen Meisterschaften (Olympische Spiele, Welt- und Europameisterschaften) teil.
Im Juniorenbereich wurde sie 1999 und 2000 Junioren-Europameisterin und 1999 Junioren-Vize-Weltmeisterin. 2004 wurde sie in Lodz Universitäten-Weltmeisterin in der Gewichtsklasse bis 55 kg.
Erstmals bei Olympischen Spielen startete sie im Jahre 2004 in Athen. Sie belegte dabei in der Gewichtsklasse bis 55 kg den 8. Platz. Im Jahre 2008 verpasste Tetjana Lasarewa die Teilnahme an den Olympischen Spielen in Peking, weil sie in der ukrainischen Olympiaausscheidung an Natalja Sinischin scheiterte. 2012 war sie bei den Olympischen Spielen in London wieder dabei. Im Kampf um eine olympische Bronzemedaille unterlag sie Jackeline Rentería Castillo aus Kuba und belegte den 5. Platz.
Im Jahre 2000 wurde Tetjana Lasarewa hinter Seiko Yamamoto aus Japan und vor Jennifer Ryz aus Kanada in Sofia Vize-Weltmeisterin in der Gewichtsklasse bis 56 kg. Den gleichen Erfolg erreichte sie im Jahre 2008 bei der Weltmeisterschaft in Tokio. Im Finale unterlag sie Saori Yoshida aus Japan. Die WM-Bronzemedaillen gewann sie im Jahre 2001 in Sofia und im Jahre 2011 in Istanbul.
2001 wurde Tetjana Lasarewa in Budapest Europameisterin in der Gewichtsklasse bis 56 kg. Im Jahre 2002 wiederholte sie in Seinäjoki/Finnland diesen Erfolg. Vize-Europameisterin wurde Tetjana Lasarewa 2004 in Haparanda. Eine EM-Bronzemedaillen gewann sie 1999 in Götzis/Österreich und 2008 in Tampere/Finnland.

## Internationale Erfolge
| Jahr | Platz | Wettbewerb                               | Gewichtsklasse | Ergebnisse |
| 1997 | 6.    | EM in Warschau                           | bis 56 kg      | Siegerin: Anna Gomis, Frankreich vor Lene Aanes, Norwegen |
| 1997 | 8.    | WM in Clermont-Ferrand                   | bis 56 kg      | nach einem Sieg über Salma Ferchichi, Tunesien, und Niederlagen gegen Inge Barlie, Norwegen und Olga Marina Lugo Guardia, Venezuela                                                                              |
| 1997 | 3.    | Junioren-EM in Hradec Králové/Tschechien | bis 54 kg      | hinter Anne Cathrine Deluntsch, Frankreich und Yvonne Englich-Hees, Deutschland |
| 1998 | 11.   | EM in Bratislava                         | bis 56 kg      | nach Niederlagen gegen Sabrina Helbing, Deutschland und Ewelina Tzwatkowa, Bulgarien |
| 1998 | 3.    | Junioren-EM in Patras                    | bis 54 kg      | hinter Olga Smirnowa, Russland und Anne Cathrine Deluntsch |
| 1998 | 6.    | WM in Poznań                             | bis 56 kg      | nach Siegen über Cao Haying, China und Diletta Giampiccolo, Italien und Niederlagen gegen Gudrun Annette Høie und Sara Eriksson, Schweden                                                                        |
| 1999 | 3.    | EM in Götzis                             | bis 56 kg      | nach Siegen über Christina Örtli, Deutschland und Alexandra Hinterbauer, Österreich, einer Niederlage gegen Anna Gomis und einem Sieg über Natalja Karamtschakowa, Russland                                      |
| 1999 | 1.    | Junioren-EM in Budapest                  | bis 58 kg      | vor Ljubow Michailowna Wolossowa, Russland und Ewa Iwanska, Polen |
| 1999 | 2.    | Junioren-WM in Bukarest                  | bis 58 kg      | hinter Rena Iwama, Japan, vor Ljubow Michailowna Wolossowa und Sabrina Helbing |
| 1999 | 4.    | WM in Boden-Hildursborg                  | bis 56 kg      | nach einem Sieg über Angela Lattanzio, Italien, einer Niederlage gegen Natalja Iwaschko, Russland, einem Sieg über Nelisa Romero, Venezuela und Niederlagen gegen Mariko Shimizu, Japan und Gudrun Annette Hoeie |
| 2000 | 7.    | EM in Budapest                           | bis 56 kg      | nach einem Sieg über Elzbieta Stryczek, Polen, einer Niederlage gegen Kostantina Katerina Tsibanakou, Griechenland und einem Sieg über Ewelina Tzwatkowa                                                         |
| 2000 | 1.    | Junioren-WM in Sofia                     | bis 58 kg      | vor Malgorzata Kociach, Polen und Sabrina Helbing |
| 2000 | 2.    | WM in Sofia                              | bis 56 kg      | hinter Seiko Nagashima Yamamoto, Japan, vor Jennifer Ryz, Kanada und Salma Ferchichi |
| 2001 | 1.    | EM in Budapest                           | bis 56 kg      | nach einem Sieg über Olga Smirnowa, einer Niederlage gegen Diletta Giampiccolo und Siegen über Sandrine Seve, Frankreich und Ida-Theres Nerell, Schweden                                                         |
| 2001 | 5.    | Junioren-WM in Martigny/Schweiz          | bis 54 kg      | hinter Vanessa Boubryemm, Frankreich, Kostantina Katerina Tsibanakou, Wichtorija Satscheinowa, Russland und Melanie Bechtel, Deutschland                                                                         |
| 2001 | 3.    | WM in Sofia                              | bis 56 kg      | nach Siegen über Gudrun Annette Hoeie, Minverva Montero Perez, Spanien und Zeynep Yildirim, Türkei, einer Niederlage gegen Ljubow Michailowna Wolossowa und einem Sieg über Lee Na-lae, Südkorea                 |
| 2002 | 1.    | EM in Sainäjoki/Finnland                 | bis 55 kg      | nach Siegen über Anna Gomis, Kitti Godo, Ungarn, Natalja Smirnowa und Ida-Theres Nerell |
| 2002 | 2.    | Welt-Cup in Kairo                        | bis 55 kg      | hinter Seiko Nagashima Yamamoto, Japan, vor Natalja Karamtschakowa, Russland und Jin Yue, China |
| 2002 | 11.   | WM in Chalkida                           | bis 55 kg      | nach einer Niederlage gegen Saori Yoshida, Japan und einem Sieg über Minerva Montero Perez |
| 2003 | 12.   | EM in Riga                               | bis 55 kg      | nach einer Niederlage gegen Gudrun Annette Hoeie und einem Sieg über Diletta Giampiccolo |
| 2003 | 10.   | WM in New York                           | bis 55 kg      | nach einer Niederlage gegen Mabel Fonseca Ramirez und Siegen über Isabella Sambou, Senegal und Rose Sagintaijewa, Kasachstan                                                                                     |
| 2004 | 3.    | Olympia-Qualif.-Turnier in Tunis         | bis 55 kg      | hinter Lee Na-lae und Diletta Giampiccolo |
| 2004 | 2.    | EM in Haparanda                          | bis 55 kg      | nach Siegen über Andrea Friedrichowa, Tschechien, Sofia Poumpouridou, Griechen land und Natalja Karamtschakowa und einer Niederlage gegen Ida-Theres Nerell                                                      |
| 2004 | 1.    | Universitäten-WM in Lodz                 | bis 55 kg      | vor Jessica Pedersen, Kanada und Yu Sekine, Japan |
| 2004 | 8.    | OS in Athen                              | bis 55 kg      | nach einem Sieg über Ida-Theres Nerell und einer Niederlage gegen Mabel Fonseca Ramirez |
| 2007 | 5.    | WM in Baku                               | bis 55 kg      | nach Siegen über Emese Szabó, Ungarn, Su Ting-Tsu, Taiwan und Marcie van Dusen, USA und Niederlagen gegen Ida-Theres Nerell und Natalja Golz, Russland                                                           |
| 2008 | 3.    | EM in Tampere                            | bis 55 kg      | nach Sieg über Ana Pereira, Portugal, Niederlage gegen Natalja Golz und Siegen über Gudrun Annette Hoeie und Johanna Mattsson, Schweden                                                                          |
| 2008 | 2.    | WM in Tokio                              | bis 55 kg      | nach Siegen über Nursat Schailobajewa, Kirgisistan, Natalja Smirnowa, Ana Maria Paval und Tatjana Padilla, USA und einer Niederlage gegen Saori Yoshida                                                          |
| 2011 | 5.    | Golden-Grand-Prix in Baku                | bis 55 kg      | Siegerin: Ida-Theres Nerell vor Kanako Murata, Japan |
| 2011 | 1.    | Intern. Turnier in Kiew                  | bis 55 kg      | vor Natalja Sinischin und Marwa Amri, Tunesien |
| 2011 | 3.    | WM in Istanbul                           | bis 55 kg      | nach Siegen über Salma Sidakowa, Weißrussland, Vania Gomes Guerreiro, Portugal und Katarzyna Krawczyk, Polen, einer Niederlage gegen Tonya Verbeek und einem Sieg über Maria Gusowa, Russland                    |
| 2012 | 3.    | Poland-Open                              | bis 55 kg      | hinter Maria Gurowa und Natalja Smirnowa |
| 2012 | 5.    | OS in London                             | bis 55 kg      | nach einem Sieg über Rabab Eid Sayed Awad, Ägypten, einer Niederlage gegen Tonya Verbeek, einem Sieg über Geeta Kumari, Indien und einer Niederlage gegen Jackeline Renteria Castillo, Kolumbien                 |
| 2013 | 1.    | Intern. Turnier in Kiew                  | bis 51 kg      | vor Lilija Horischna, Ukraine, Roksana Zasina, Polen und Alena Adaschinskaja, Russland |

## Erläuterungen
- alle Wettkämpfe im freien Stil
- OS = Olympische Spiele, WM = Weltmeisterschaft, EM = Europameisterschaft